# Mehndipur
Mehndipur é uma aldeia no distrito de Shaheed Bhagat Singh Nagar, do estado de Punjab, Índia. Ela está localizada a 2.2 quilómetros de distância de Kulam, a 3.4 quilómetros de Nawanshahr, a 11.7 quilómetros da sede do distrito Shaheed Bhagat Singh Nagar e a 92.7 quilómetros da capital Chandigarh. A aldeia é administrada por um Sarpanch, um representante eleito da aldeia.

## Demografia
De acordo com o censos de 2011, a aldeia tem um número total de 20 casas e uma população de 84 elementos, dos quais 48 são do sexo masculino e 36 são do sexo feminino de acordo com o relatório publicado pelo Censo da Índia em 2011. A taxa de alfabetização da aldeia é 83.56%, estando a média do estado situada nos 75.84%. A população de crianças sob a idade de 6 anos é de 11, que é 13.10% da população total da aldeia, e a relação do sexo das criança é aproximadamente 833, quando comparada à média do estado de Punjab de 846. De acordo com o relatório publicado pelo Censo da Índia em 2011, 26 pessoas estavam envolvidas em actividades de trabalho fora da população total da aldeia que inclui 23 homens e 3 mulheres. De acordo com o relatório de pesquisa de censo de 2011, 99.99% dos trabalhadores descrevem seu trabalho como principal trabalho e 0.01% dos trabalhadores estão envolvidos na actividade marginal, que fornece subsistência por menos de 6 meses.

## Transporte
A estação ferroviária de Nawanshahr é a estação de comboio mais próxima, no entanto, a estação ferroviária de Garhshankar fica a 10.3 quilómetros de distância da aldeia. O Aeroporto de Sahnewal é o aeroporto doméstico mais próximo, encontrando-se a 58.5 quilómetros, em Ludhiana, e o aeroporto internacional mais próximo fica situado em Chandigarh. Outro aeroporto internacional, o de Sri Guru Ram Dass Jee, é o segundo aeroporto internacional mais próximo, que fica a 155 quilómetros, em Amritsar.